# Robert Payne
Pierre Stephen Robert Payne (* 4. Dezember 1911 in Cornwall; † 3. März 1983) war ein britischer Schriftsteller (Romane, Biographien, Sachbücher). 

## Leben und Wirken
Payne wurde als Sohn eines englischen Vaters und einer französischen Mutter in der britischen Grafschaft Cornwall geboren. Als junger Mann bereiste er viele Jahre lang die Länder des Fernen Ostens, ein Erlebnis das später vielfach in seinen Büchern verarbeitete. Danach arbeitete er zeitweise als Schiffsbauer und in der britischen Finanzverwaltung. Während des Zweiten Weltkrieges betätigte er sich als Rüstungsoffizier und leitender Offizier des britischen Geheimdienstes in Singapur. 
Für seine literarischen Werke benutzte Payne die Pseudonyme Richard Cargoe, John Anthony Devon, Howard Horne, Valentin Tikhonov und Robert Young; seine Sachbücher veröffentlichte er unter seinem eigenen Namen. Sein Gesamtwerk umfasst mehr als 110 Werke. Die größten Erfolge konnte er dabei mit seinen zahlreichen biographischen Studien über berühmte Persönlichkeiten verbuchen; darunter u. a. Alexander der Große, Charlie Chaplin, Winston Spencer Churchill, Fjodor Michailowitsch Dostojewski, Greta Garbo, Mahatma Gandhi, Adolf Hitler, Iwan der Schreckliche, Lenin, George C. Marshall, Karl Marx, Albert Schweitzer, William Shakespeare, Josef Stalin, Sun Yat-sen, und Leo Trotzki.

## Werke (Auswahl)
Romane
- Torrents of spring. Dodd, Mead and Co., New York 1946.
  - deutsch: Im Sturm des Frühlings. Roman. Desch, München 1957.
- The Great Mogul. Heinemann, London 1950.
  - deutsch: Der Großmogul. Roman. Günther, Stuttgart, 1952.
- The roaring boys. Doubleday, New York 1955.
  - deutsch: Aufruhr der Komödianten. Ein Shakespeare-Roman. Desch, München 1956.
- A house in Peking. Doubleday, New York 1956.
  - deutsch: Prinzessin Rote Jade. Roman. Desch, Wien 1958.

Biographien
- mit Stephen Chen: Sun Yat-sen. A portrait. The John Day Company, New York 1946.
- The Marshall Story. A biography of General George C. Marshall. Prentice-Hall, New York 1952.
- The great Charlie. Deutsch, London 1952.
  - deutsch: Der große Charlie. Ein Biographie des Clowns. Europäische Verlagsanstalt, Frankfurt am Main 1952.
- Three worlds of Albert Schweitzer. Nelson, New York 1958.
  - deutsch: Albert Schweitzer und seine drei Welten. Biographie. Diana, Konstanz 1964.
- Dostoyevsky. A human portrait. Knopf, New York 1961.
- The life and death of Lenin. Hale, London 1964.
  - deutsch: Lenin und sein Tod. Rütten & Loening, München 1965.
- The rise and fall of Stalin. Simon & Schuster, New York 1965.
  - deutsch: Stalin. Aufstieg und Fall. Eine Biographie. Günther, Stuttgart 1967.
- Marx. W. H. Allen and Company, London 1968. 
  - deutsch: Iwan der Schreckliche. Leben und Zeit des ersten Zaren, unter dessen Herrschaft das Großrussische Reich entstand und Rußland in die europäische Geschichte eintrat. Knaur, München 1975, ISBN 3-426-02311-3.
- The life and death of Mahatma Gandhi. Bodley, London 1969, ISBN 0-370-01318-2.
- The life and death of Adolf Hitler. Cape, London 1973, ISBN 0-224-00927-3.
- The great man. A portrait of Winston Churchill. Coward McCann Books, New York 1974.
- mit Nikita Romanov: Ivan the Terrible. Crowell, New York 1975, ISBN 0-690-00582-2.
- The great Garbo. Praeger, New York 1976, ISBN 0-275-34000-7. 
  - Greta Garbo. Ihre Filme, ihr Leben. Heyne, München 1979, ISBN 3-453-01079-5.
- The life and death of Trotsky. McGraw Hill, New York 1977, ISBN 0-07-048940-8.
- By me, William Shakespeare. A biography. Everest House, New York 1980, ISBN 0-89696-064-1.

Sachbücher
- Red storm over Asia. Macmillan, New York 1951.
  - deutsch: Roter Sturm über Asien. Eine Gesamtdarstellung der politischen Entwicklung in Asien seit 1946. Akademischer Gemeinschaftsverlag, Salzburg 1952.
- Journey to Persia.
  - deutsch: Persische Reise. Otto Müller, Salzburg o. J. (1953)
- The Gold of Troy. The story of Heinrich Schliemann and the buried cities of ancient Greece. Funk & Wagnalls, London 1959.
  - deutsch: Das Gold von Troja. Deutsche Volksbücher, Hamburg 1960.
- Ancient Greece. The triumph of a culture. Norton, New York 1964.
  - deutsch: Der Triumph der Griechen. Das antike Griechenland und seine Kultur. Günther, Stuttgart 1966.
- The isles of Greece. Simon & Schuster, New York 1965.
  - deutsch: Inseln unter Hellas Sonne. Scherz, Bern 1967.
- The Christian centuries. From Christ to Dante. Norton, New York 1966.
  - deutsch: Unter diesem Zeichen. Die ersten 13 Jahrhunderte des Christentums. DVA, Stuttgart 1968.
- The dream and the tomb. A history of the crusades. Stein & Day, New York 1984, ISBN 0-8128-2945-X.
  - deutsch: Die Kreuzzüge. Zweihundert Jahre Kampf um das Heilige Grab. Benziger, Zürich 1986, ISBN 3-545-34050-3.